# Huernia barbata
Huernia barbata är en oleanderväxtart. Huernia barbata ingår i släktet Huernia och familjen oleanderväxter.

## Underarter
Arten delas in i följande underarter:
- H. b. barbata
- H. b. ingeae